# Менор Тауншип (округ Армстронг, Пенсільванія)
Менор Тауншип (англ. Manor Township) — селище (англ. township) в США, в окрузі Армстронг штату Пенсільванія. Населення — 4179 осіб (2020).

## Демографія
Згідно з переписом 2010 року, у селищі мешкало 4227 осіб у 1856 домогосподарствах у складі 1209 родин. Було 2022 помешкання
Расовий склад населення:
| - 98,6 % — білих - 0,5 % — чорних або афроамериканців - 0,1 % — азіатів |

До двох чи більше рас належало 0,7 %. Частка іспаномовних становила 0,4 % від усіх жителів.
За віковим діапазоном населення розподілялося таким чином: 18,5 % — особи молодші 18 років, 59,4 % — особи у віці 18—64 років, 22,1 % — особи у віці 65 років та старші. Медіана віку мешканця становила 48,4 року. На 100 осіб жіночої статі у селищі припадало 95,9 чоловіків;  на 100 жінок у віці від 18 років та старших — 94,0 чоловіків також старших 18 років.
Середній дохід на одне домашнє господарство  становив 57 052 долари США (медіана — 40 740), а середній дохід на одну сім'ю — 70 969 доларів (медіана — 54 219). Медіана доходів становила 42 273 долари для чоловіків та 28 732 долари для жінок. За межею бідності перебувало 10,4 % осіб, у тому числі 11,9 % дітей у віці до 18 років та 15,1 % осіб у віці 65 років та старших.
Цивільне працевлаштоване населення становило 1728 осіб. Основні галузі зайнятості: освіта, охорона здоров'я та соціальна допомога — 26,9 %, роздрібна торгівля — 15,7 %, виробництво — 12,2 %.